# Vesele, Oleksandrivka
Vesele (în ucraineană Веселе) este localitatea de reședință a comunei Vesele din raionul Oleksandrivka, regiunea Kirovohrad, Ucraina.

## Demografie
Componența lingvistică a localității Vesele
     Ucraineană (97,2%)
     Rusă (1,56%)
     Alte limbi (0,31%)
Conform recensământului din 2001, majoritatea populației localității Vesele era vorbitoare de ucraineană (97,2%), existând în minoritate și vorbitori de rusă (1,56%).